# Episodi di Masters of Sex (quarta stagione)
La quarta e ultima stagione della serie televisiva Masters of Sex, composta da dieci episodi, è stata trasmessa in prima visione negli Stati Uniti d'America dal canale via cavo Showtime dall'11 settembre al 13 novembre 2016.
Negli Stati Uniti, l'episodio Freefall, è stato reso disponibile in anteprima dal 2 settembre 2016 sul sito web di Showtime, su YouTube e sui servizi Showtime On Demand e Showtime Anytime.
In Italia, la stagione è andata in onda in prima visione assoluta sul canale satellitare Sky Atlantic dall'8 febbraio all'8 marzo 2017.
Teddy Sears ricompare come guest star.
| nº | Titolo originale      | Prima TV USA      | Prima TV Italia  |
| -- | --------------------- | ----------------- | ---------------- |
| 1  | Freefall              | 11 settembre 2016 | 8 febbraio 2017  |
| 2  | Inventory             | 18 settembre 2016 | 8 febbraio 2017  |
| 3  | The Pleasure Protocol | 25 settembre 2016 | 15 febbraio 2017 |
| 4  | Coats or Keys         | 2 ottobre 2016    | 15 febbraio 2017 |
| 5  | Outliers              | 9 ottobre 2016    | 22 febbraio 2017 |
| 6  | Family Only           | 16 ottobre 2016   | 22 febbraio 2017 |
| 7  | In to Me You See      | 23 ottobre 2016   | 1º marzo 2017    |
| 8  | Topeka                | 30 ottobre 2016   | 1º marzo 2017    |
| 9  | Night and Day         | 6 novembre 2016   | 8 marzo 2017     |
| 10 | The Eyes of God       | 13 novembre 2016  | 8 marzo 2017     |

## Freefall
- Titolo originale: Freefall
- Diretto da: Colin Bucksey
- Scritto da: Michelle Ashford

### Trama
- Guest star: Niecy Nash (Louise), Alysia Reiner (Anita), Mary Birdsong (Maude Raines), John Gleeson Connolly (Hugh Hefner), Rich Sommer (Dale Connelly), Erin Karpluk (Darleen Connolly), Jack Laufer (Herb Spleeb), Brian Unger, Jake Lockett (Rick), Paul Cassell (Giudice Parks), Peter Holden.
- Ascolti USA: telespettatori 518 000[2]